# Cheb Balowski
Cheb Balowski ist eine Mestizo/Patchanka-Band aus Barcelona, ihre Musik setzt sich zusammen aus Raï, Latin Ska, Reggae, Patchanka (siehe Mestizo-Musik), Rumba, Balkan und Raggamuffin. Sie stammen aus der Szene um Manu Chao, Sergent Garcia, Ojos de Brujo. Sie singen auf Spanisch, Arabisch und Katalanisch.

## Diskografie
- Bartzeloona (2001)
- Potiner (2003)
- Plou Plom (2005)

Unter anderem auch auf:
- Barcelona Zona Bastarda (2002)
- Cultura de Resistencia I (2002)
- Barcelona Raval Session (2004)
- RadioChango Añejo Reserva vol.I (2005)
- Barcelona Raval Session 2 (2005)